# Derby County Football Club 1971-1972
Questa voce raccoglie le informazioni riguardanti il Derby County Football Club nelle competizioni ufficiali della stagione 1971-1972.

## Stagione
In questa stagione il Derby County partecipò alla massima divisione calcistica inglese, la First Division.
Il team guidato da Brian Clough riuscì nell'impresa di vincere il campionato, superando nelle ultime giornate una delle formazioni più forti di quegli anni, il Leeds Utd.
La vittoria del campionato portò la società a qualificarsi per la prima volta alla Coppa dei Campioni.
Nelle due competizioni nazionali la formazione non andò molto avanti, venendo eliminata al quinto turno di FA cup e al secondo di League Cup. Riuscì però a conquistare la Texaco Cup, competizione per le formazioni inglesi, irlandesi e scozzesi non qualificatesi alle coppe europee.

## Maglie e sponsor
Come il finale della stagione precedente, il colore nero scomparve dai pantaloncini per lasciare posto al blu, mentre la divisa da trasferta fu gialla con pantaloncini blu come quella dei rivali del Leeds.
|  | Casa |  | Trasferta |

## Rosa
| N. |                        | Ruolo | Calciatore      |
| -- | ---------------------- | ----- | --------------- |
|    | Inghilterra (bandiera) | P     | Colin Boulton   |
|    | Inghilterra (bandiera) | D     | Peter Daniel    |
|    | Galles (bandiera)      | D     | Terry Hennessey |
|    | Inghilterra (bandiera) | D     | Roy McFarland   |
|    | Inghilterra (bandiera) | D     | John Robson     |
|    | Inghilterra (bandiera) | D     | Colin Todd      |
|    | Inghilterra (bandiera) | D     | Jim Walker      |
|    | Inghilterra (bandiera) | D     | Ron Webster     |
|    | Galles (bandiera)      | D     | Tony Bailey     |
|    | Galles (bandiera)      | C     | Alan Durban     |

| N. |                        | Ruolo | Calciatore     |
| -- | ---------------------- | ----- | -------------- |
|    | Scozia (bandiera)      | C     | Archie Gemmill |
|    | Inghilterra (bandiera) | C     | Kevin Hector   |
|    | Scozia (bandiera)      | C     | John McGovern  |
|    | Inghilterra (bandiera) | C     | Steve Powell   |
|    | Inghilterra (bandiera) | A     | Jeff Bourne    |
|    | Inghilterra (bandiera) | A     | Barry Butlin   |
|    | Inghilterra (bandiera) | A     | Roger Davies   |
|    | Inghilterra (bandiera) | A     | Alan Hinton    |
|    | Scozia (bandiera)      | A     | John O'Hare    |